# Viggo Dibbern
Viggo Valdemar Dibbern (Frederiksberg, 1900. július 10. – Herlev, 1980. január 30.) olimpiai bajnok dán tornász.
Az 1920. évi nyári olimpiai játékokon indult tornában és a szabadon választott gyakorlatok csapatversenyben aranyérmes lett.
Klubcsapata a HG volt.